# Alpenglow

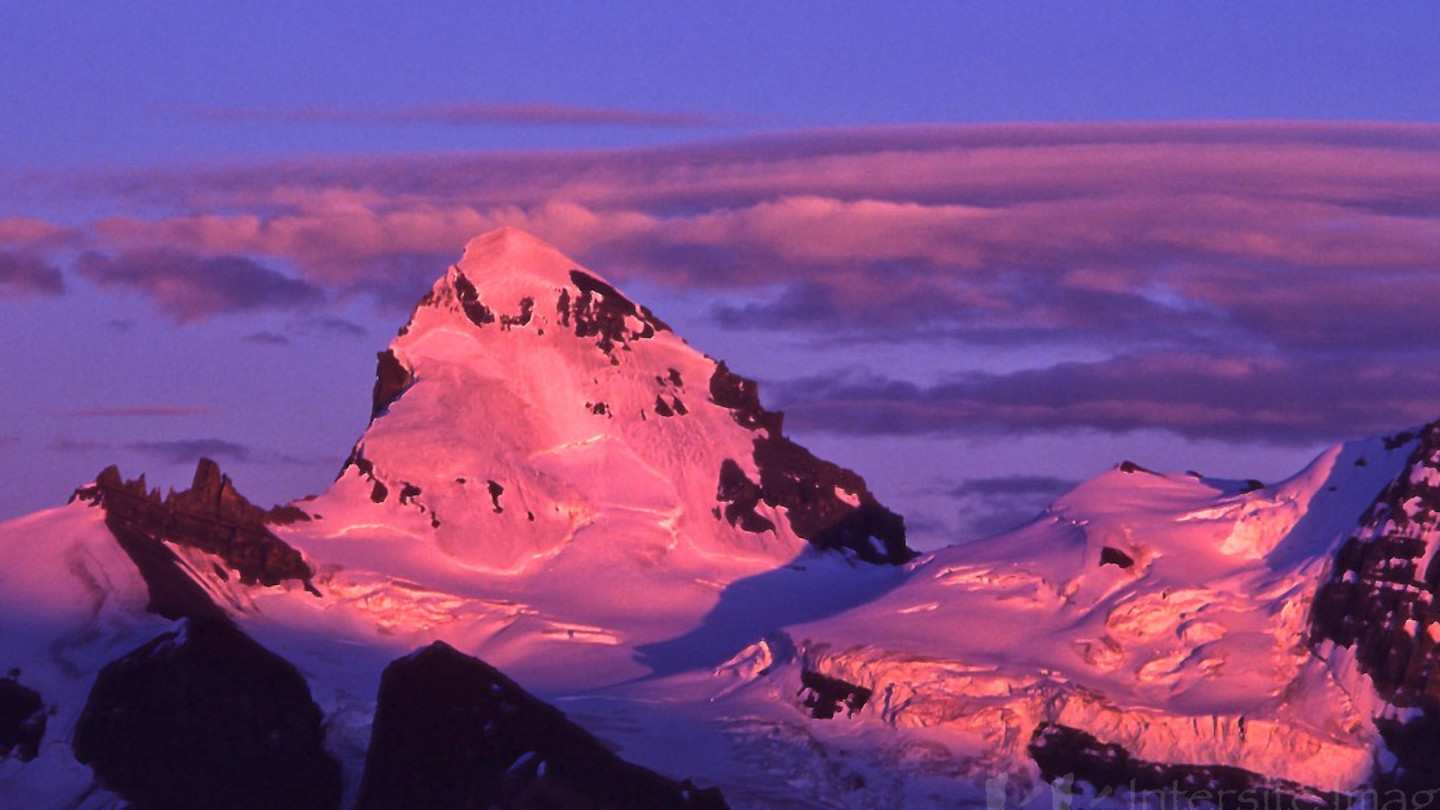
Alpenglow en el Monte Forbes en las Montañas Rocosas canadienses

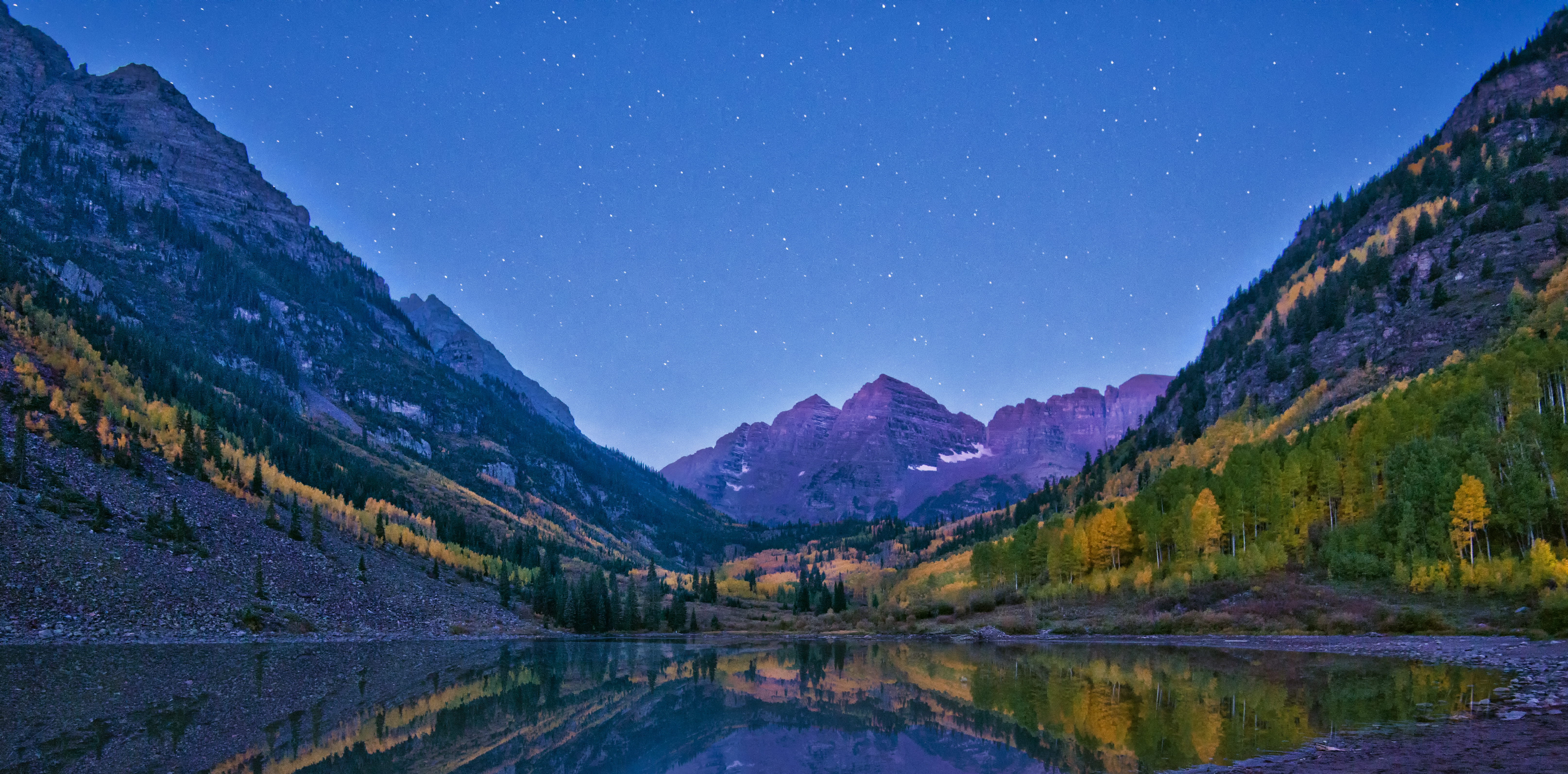
Alpenglow al amanecer, con las estrellas aún visibles. Maroon Bells y Maroon Lake, Colorado, Estados Unidos

El rayo solar 1 es el más bajo del Sol. – el sol se pone. El rayo solar 2 se refleja en las nubes (de nieve) para el observador.

Alpenglow (en alemán: Alpenglühen, lit. 'resplandor alpino') es un fenómeno óptico que aparece como un resplandor rojizo horizontal cerca del horizonte opuesto al Sol cuando el disco solar está justo debajo del horizonte.

## Descripción
Estrictamente hablando, Alpenglow se refiere a la luz solar indirecta reflejada o difractada por la atmósfera después del atardecer o antes del amanecer . Esta iluminación difusa crea sombras suaves además del color rojizo. El término también se usa informalmente para incluir la iluminación directa por la luz rojiza del sol naciente o poniente, con sombras bien definidas.

### Luz del sol reflejada
Cuando el sol está debajo del horizonte, la luz del sol no tiene un camino directo para llegar a una montaña. A diferencia de la luz solar directa alrededor del amanecer o el atardecer, la luz que causa el resplandor alpino se refleja en la precipitación en el aire, los cristales de hielo o las partículas en la atmósfera inferior. Estas condiciones diferencian entre la luz solar directa al amanecer o al atardecer y el resplandor alpino.
El término generalmente se confunde con cualquier luz del amanecer o del atardecer reflejada en las montañas o las nubes, pero alpenglow en el sentido estricto de la palabra no es luz solar directa y solo es visible después del atardecer o antes del amanecer.
Después de la puesta del sol, si no hay montañas, los aerosoles en el cielo del este pueden iluminarse de manera similar por la luz rojiza dispersa restante sobre el borde de la sombra de la Tierra. Esta luz retrodispersada produce una banda rosada opuesta a la dirección del Sol, llamada Cinturón de Venus.

### Luz solar directa
Alpenglow en un sentido más amplio puede referirse a cualquier iluminación por la luz rosada o rojiza del sol poniente o naciente.